# Los Maniles
Los Maniles es una localidad española perteneciente al municipio de Fresno de Sayago, en la provincia de Zamora, y la comunidad autónoma de Castilla y León.
Su término pertenece a la histórica y tradicional comarca de Sayago. Junto con las localidades Fresno de Sayago y Mogátar, conforma el municipio de Fresno de Sayago.

## Situación
Los Maniles se encuentra situado a 26,7 km de Zamora, la capital provincial, junto a la ZA-320 y en la ladera de un cerro de 826 m s. n. m., en cuya cima se encuentran la iglesia y la antigua escuela de este pueblo y del cercano pueblo de Mogátar.

## Topónimo
El topónimo Maniles podría derivar de “manere”, vocablo latino que significa permanecer o quedar, con lo que el significado de Los Maniles sería “los que se quedaron o permanecieron”. Este dato viene arropado por la leyenda popular de que Mogátar surgió tras las diferencias entre dos hermanos, uno de los cuales decidió trasladar su residencia, e instalarse a poco más de ½ km de distancia, junto a la vía romana que unía Zamora con Carbellino.

## Historia
En el cruce de la calzada Zamora-Almeida con el camino Malillos-Peñausende, el topónimo "El Castillo" nos vuelve a épocas prerromanas. Ladera abajo, próxima a Las Eras, Peña Grande, es piedra oscilante. En la roca del suelo, unos pequeños hoyos semejan cazoletas. Despoblados romanos hay dos: Los Casales del Corralino y Los Casales del Villar. En este último, se han encontrado estelas, molinos y abundante cerámica.
En la Edad Media, Los Maniles quedó integrado en el Reino de León, época en que habría sido repoblado presumiblemente por sus monarcas en el contexto de las repoblaciones llevadas a cabo en Sayago.
Posteriormente, en la Edad Moderna, Los Maniles estuvo integrado en el partido de Sayago de la provincia de Zamora, tal y como reflejaba en 1773 Tomás López en Mapa de la Provincia de Zamora.
Así, al reestructurarse las provincias y crearse las actuales en 1833, la localidad se mantuvo en la provincia zamorana, dentro de la Región Leonesa, integrándose en 1834 en el partido judicial de Bermillo de Sayago, dependencia que se prolongó hasta 1983, cuando fue suprimido el mismo e integrado en el Partido Judicial de Zamora.

## Lugares de interés
- Parroquia de Nuestra Señora de la Natividad, separada unos cientos de metros del núcleo urbano de Los Maniles y compartida con el cercano pueblo de Mogátar. De origen incierto, posiblemente románico, muestra la existencia de diversas restauraciones que han transformado su primitiva fisonomía. Consta de una sola nave, con bóveda sobre el retablo mayor, y campanario que ha sido reforzado con dos muros de contención que han evitado su derrumbe. En el mismo paraje, denominado El Cerro, se conserva  una cruz de piedra que seguramente formaría parte del Vía Crucis.

- La Escuela, situada en el mismo paraje que la iglesia, es un edificio al que la emigración ha desprovisto de su uso docente, pero en el que se muestra un claro ejemplo de la arquitectura civil de Los Maniles y de Sayago en general.

## Fiestas
La fiesta principal, en honor de Nuestra Señora de la Natividad, es celebrada anualmente cada 8 de septiembre, consistiendo su programa festivo en la correspondiente misa matutina y posterior procesión, junto a otras actividades más lúdicas, tanto para niños como para adultos. Por la tarde, después del Rosario, se hace la tradicional ofrenda a la Virgen, momento en el que cada vecino ofrece a la Santa lo que económicamente estime conveniente. La fiesta continúa hasta altas horas de la madrugada, aderezada por la clásica verbena popular.